# Helene Decke-Cornill
Helene Decke-Cornill (* 1949) ist eine deutsche Professorin für Erziehungswissenschaft an der Universität Hamburg (seit 2014 im Ruhestand).

## Wissenschaftlicher Werdegang und Leben
Decke-Cornill wurde mit der Gruppendissertation Gender Studies im Englischunterricht der Sekundarstufe II. Theoretische Überlegungen und praktische Vorschläge. zusammen mit Claudia M. Gdaniec 1989 an der Technischen Universität Berlin promoviert.
Sie ist verheiratet, hat zwei erwachsene Söhne und lebt in Berlin.

## Forschungsschwerpunkte
Ihr Forschungsschwerpunkt ist die Didaktik der englischen Sprache und Literatur. Dies umfasst den interaktiven Literaturunterricht im Englischen, die Entstehung „dritter Orte“ im Gespräch über literarische Texte, Gender Studies, den Film bei der Language Education sowie das co-operative learning.

## Mitgliedschaften
Decke-Cornill ist Mitglied des Advisory Boards („wissenschaftlicher Beirat“) von Hard Times, der Zeitschrift der Deutsch-Britischen Gesellschaft.

## Veröffentlichungen (Auswahl)
- mit Claudia M. Gdaniec: Sprache – Literatur – Geschlecht. Theoretische Voraussetzungen für Gender Studies im fortgeschrittenen Englischunterricht (= Aktuelle Frauenforschung. 14). Centaurus-Verlagsgesellschaft, Pfaffenweiler 1990, ISBN 3-89085-659-4.
- als Herausgeberin mit Maike Reichart-Wallrabenstein: Sprache und Fremdverstehen. Lang, Frankfurt am Main u. a. 1999, ISBN 3-631-34636-0.
- als Herausgeberin mit Renate Luca: Jugendliche im Film – Filme für Jugendliche. Medienpädagogische, bildungstheoretische und didaktische Perspektiven. kopaed-Verlag, München 2007, ISBN 978-3-938028-92-6.
- mit Lutz Küster: Fremdsprachendidaktik. Eine Einführung. Narr, Tübingen 2010, ISBN 978-3-8233-6474-0.